# Коровки (род)
Коровки (лат. Coccinella) — род божьих коровок семейства божьих коровок отряда жесткокрылых.

## Распространение
Распространены в северной части голарктической области Земли. Из них большинство обитает в пределах Евразии и только 11 видов в Северной Америке.

## Описание
Эпистерны заднегруди тёмные. Надкрылья обычно красные, с чёрными или белыми пятнами.

## Этимология
Название происходит от лат. coccineus, означающего алый.

## Экология и местообитания
И имаго и личинки являются хищниками, питающимися на растениях тлями. Например, типичный вид — семиточечная божья коровка (Coccinella septempunctata) используется для контроля популяций тлей.

## Виды

### Палеарктика
- Coccinella adalioides
- Coccinella ainu
- Coccinella algerica
- Coccinella alpigrada
- Coccinella barovskii
- Coccinella biliturata
- Coccinella boreolitoralis
- Coccinella cervina
- Coccinella conspurcata
- Coccinella exclamationis
- Coccinella explanata
- Coccinella fuscomaculata
- Coccinella fuscopunctata
- Coccinella genistae
- Coccinella hasegawai
- Coccinella hieroglyphica — Коровка узорчатая
- Coccinella hodeki
- Coccinella humeralis
- Coccinella illigeri
- Coccinella iranica
- Coccinella karpowkae
- Coccinella lama
- Coccinella longifasciata
- Coccinella luteopicta
- Coccinella magnifica — Коровка великолепная
- Coccinella magnopunctata
- Coccinella mannerheimi
- Coccinella marussii
- Coccinella menetriesi
- Coccinella miranda
- Coccinella nivicola
- Coccinella obsoleta
- Coccinella quinquepunctata — Коровка пятиточечная
- Coccinella reitteri
- Coccinella ruficauda
- Coccinella sachalinensis — Коровка сахалинская
- Coccinella saucerottii
- Coccinella sedakovii
- Coccinella septempunctata — Коровка семиточечная[4]
- Coccinella signata
- Coccinella tibetina
- Coccinella transversalis
- Coccinella transversoguttata
- Coccinella trifasciata — Коровка трёхполосая
- Coccinella turkestanica
- Coccinella undecimpunctata — Коровка одиннадцатиточечная
- Coccinella venusta
- Coccinella weisei

### Новая Зеландия
- Coccinella leonina

## Мифы
Существует очень распространённый миф, что количество пятен на теле коровки обозначает её возраст. Но учёные опровергают этот миф, т.к. количеством пятен узнаётся вид, а не возраст коровки. Также в древнее время у некоторых народов это животное обожествлялось, за что и получила название "божья".